# 訓練生
訓練生（くんれんせい）(英語Training student)
とは、訓練を受ける者、及びその身分をいう。

## 日本の職業訓練制度
日本の職業訓練制度においては、職業能力開発促進法施行規則第5条において「訓練生（訓練を受ける者をいう。以下同じ。）」と定義されている。訓練を行う施設として、公共職業能力開発施設（職業能力開発校、職業能力開発短期大学校、職業能力開発大学校、職業能力開発促進センターおよび障害者職業能力開発校の5施設）、認定職業訓練のための施設（職業能力開発校、職業能力開発短期大学校の2施設）、職業能力開発総合大学校東京校および職業能力開発総合大学校が対象となる。

### 訓練生の数
訓練の種類毎に、訓練生の数が規定されている。
職業訓練
- 普通職業訓練
  - 普通課程：1科につき50人以下[1]
  - 短期課程：訓練の1単位につき50人以下[2]
- 高度職業訓練
  - 専門課程：1科につき40人以下[3]
  - 応用課程：1科につき40人以下[4]
  - 専門短期課程：規定なし[5]
  - 応用短期課程：規定なし[6]

指導員訓練
- 長期課程：1学科につき30人以下[7]
- 研究課程：1専攻につき20人以下[8]
- 応用研究課程：1専攻につき20人以下[9]
- 専門課程：1科につき15人以下[10]
- 研修課程：規定なし[11]

### 通称
「訓練生」は、法令上の呼称である。職業能力開発短期大学校、職業能力開発大学校および職業能力開発総合大学校の訓練生に対しては、「学生」と呼ばれることがある。

### 資金の貸付制度
都道府県立の職業能力開発校および職業能力開発短期大学校、独立行政法人高齢・障害・求職者雇用支援機構立の職業能力開発短期大学校、職業能力開発大学校、職業能力開発総合大学校東京校、職業能力開発促進センターおよび職業能力開発総合大学校の訓練生のうち、経済的理由により訓練を受けることが困難であると認められたものに対しては、厚生労働省が設けている技能者育成資金融資制度を受けられる。
一方、訓練生は、独立行政法人日本学生支援機構が専門学校の生徒、および高等専門学校、短期大学、大学、大学院の学生に対して設けている奨学金を受けることはできない。

### 訓練生への優遇

#### コンピュータ関連の割引
訓練生がコンピュータ関連の製品を購入する場合、メーカーによっては学生と同様な割引制度を受けられる場合がある。
- マイクロソフト株式会社の規定[13]では、「国および地方自治体が設立した各種大学校[14]に該当する教育機関に属する学生」に対して、アカデミックパッケージの購入が認められる。

- Apple Japan株式会社の規定[15]では、公共職業能力開発施設、職業能力開発総合大学校、および職業訓練法人の各施設の学生、訓練生に対して、Apple Store for Educationの割引価格での購入（ソフトウェアだけでなくハードウェアも含む）が認められる。

#### 運賃の割引
普通課程の訓練生、および短期課程（中学生卒業者等を対象とする訓練期間が1年のもの）の訓練生がJRの定期乗車券を購入する場合、旅客営業規則（平成21年4月1日現行）第38条の規定に基づき、割引の通学定期乗車券を購入できる。

## ドイツの職業訓練制度
ドイツ連邦共和国基本法12条は「すべてのドイツ人は職業、労働の場及び養成訓練の場を自由に選ぶ権利」を有すると定めている。
ドイツの職業訓練制度はデュアルシステムと呼ばれており職業学校と事業所の双方で実施される。訓練生は職業学校に週に1日から2日通う一方で、残りの3日から4日を訓練生契約を結んだ事業所に通って職業訓練を受ける。職業学校は各州の文化省の管轄であるのに対し、事業所での訓練は経済省の管轄下で商工会議所等が所管している。